# 2355/0655 ソングBest!
『2355/0655 ソングBest!』（にーさんごーごー/ぜろろくごーごー ソングベスト!）は、NHKの『Eテレ0655』と『Eテレ2355』のコンピレーション・アルバム。2013年8月21日に日本コロムビアから発売された。

## 概要
- NHK・Eテレの5分番組『Eテレ0655』と『Eテレ2355』で放送された楽曲「おはようソング」や「おやすみソング」などを30曲収録した、コンピレーション・アルバムのCD第1弾。

## 収録曲
- 1.0655 call by 0655dori
- 2.朝が来た! / 真心ブラザーズ
- 3.おれ、ねこ / 松本素生
- 4.忘れもの撲滅委員会 / 蛍原徹、松尾陽介、土屋伸之
- 5.わたし、犬、いぬ / 加藤千晶
- 6.アルデンテの唄 / 加藤秀人、内野真澄
- 7.2度寝注意報発令中! / 蛍原徹、松尾陽介、土屋伸之
- 8.これを知ってるといばれるの唄「これから注目の首都編」 / 松本素生
- 9.進め!よんきびう隊の歌 / よんきびう混声合唱団
- 10.レタスレタス / 木村カエラ
- 11.クランベリーの赤い実 / 松田幸一
- 12.電車で化粧はやめなはれ / ブラックマヨネーズ
- 13.がんばれweekday / tomoko
- 14.0655 call by YO-KING
- 15.なんとなくちょっとハッピーステップ / 杉山彦々
- 16.きたー!チームにょろにょろの歌 / にょろにょろ合唱団2013
- 17.toi toi toi!! / デーモン閣下
- 18.2355氏、帰る / 細野晴臣
- 19.2355 opening call by 細野晴臣
- 20.三日月ストレッチ 背すじのばし編 / 小泉今日子
- 21.顕微鏡で覗く世界 ミカヅキモ編 / 笹倉慎介
- 22.アマモリズム / 木村カエラ
- 23.プカプカたこ / 杉林恭雄
- 24.夏だ!チーム・カブトムシの歌 / カブトムシ選抜合唱団
- 25.のりこえるの歌 / 真心ブラザーズ
- 26.つぼ押しの歌 / 伊東ゆかり
- 27.エラトステネスの篩 / 中尾ミエ
- 28.眠れ ねこ ねこ / 近藤研二
- 29.うちへ帰ろう 〜トビーのテーマ〜 / 小泉今日子
- 30.あしたは土曜日 / 近藤研二